# Accord mystique

L'accord mystique

 (février 2023).
Si vous disposez d'ouvrages ou d'articles de référence ou si vous connaissez des sites web de qualité traitant du thème abordé ici, merci de compléter l'article en donnant les références utiles à sa vérifiabilité et en les liant à la section « Notes et références ».
En musique, l'accord mystique ou accord de Prométhée est un accord complexe de 6 notes correspondant à une gamme synthétique. Le compositeur Alexandre Scriabine s'en est servi comme source d'inspiration pour composer ses œuvres musicales de maturité : il n'utilisait pas directement cet accord mais des transpositions.
Cet accord est composé des notes : do, fa♯, si♭, mi, la, ré. C'est un accord synthétique et la gamme constituée de ses notes (appelée « gamme de Prométhée ») est une gamme synthétique.

## Nom
Le terme d'« accord mystique », inventé par Arthur Eaglefield Hull en 1916, serait dérivé du grand intérêt de Scriabine pour la théosophie qui a beaucoup influencé sa musique.
Il est aussi connu sous le nom d'« accord de Prométhée » après son utilisation comme base des harmonies de Prométhée ou le Poème du feu. Ce terme a été inventé par Leonid Sabaneïev.
Scriabine lui-même l'a surnommé « accord de Plérôme ».

## Utilisation
Certains auteurs suggèrent que la musique de Scriabine est entièrement basée sur cet accord, au point que certains passages ne sont rien de plus que de longues suites de cet accord, inaltéré, à des hauteurs différentes. En réalité, la plupart du temps les notes sont réarrangées pour fournir un matériau mélodique et harmonique complexe. Certaines des dernières œuvres de Scriabine sont d'ailleurs basées sur d'autres accords et gammes synthétiques qui n'ont aucun lien avec l'accord mystique.